# Чемпионат мира по горному бегу 2018
34-й чемпионат мира по горному бегу прошёл 16 сентября 2018 года в городе Канильо (Андорра). Участники соревновались в дисциплине горного бега «вверх». Разыгрывались 8 комплектов наград: по четыре в индивидуальном и командном первенствах (мужчины, женщины, юниоры и юниорки до 20 лет). Среди юниоров могли выступать спортсмены 1999 года рождения и моложе.
Чемпионат проходил в горной местности под названием Форн-де-Канильо. Трасса была относительно быстрой для заявленного рельефа «вверх» и в средней части имела продолжительный спуск на 100 метров вниз. Старт мужского и женского забегов находился в Канильо (1515 метров над уровнем моря), через 4,72 км участники достигали деревни Эль-Форн (1941 метр над уровнем моря), где в борьбу вступали юниоры и юниорки. На отметке 9,2 км (4,8 км для юниоров) у горного приюта Риба Эскоршада начинался наиболее сложный подъём, завершавшийся за километр до финиша. Заключительный отрезок имел простой, почти плоский рельеф и заканчивался у вершины Пик-дель-Майянс на высоте 2430 метров над уровнем моря.
На старт вышли 303 бегуна (106 мужчин, 77 женщин, 64 юниора и 56 юниорок) из 38 стран мира. Каждая страна могла выставить до 4 человек в каждый из забегов. Сильнейшие сборные в командном первенстве определялись по сумме мест трёх лучших участников.
Второй год подряд главным итогом чемпионата стало полное доминирование бегунов из Уганды. В индивидуальных забегах они выиграли 8 из 12 медалей (из них три золотых), добавив к ним три победы в командном первенстве. Впервые в истории турнира золотые медали достались представителям только двух стран (Кении и Уганды), до этого наименьшим показателем были три страны в нескольких самых первых розыгрышах.
Среди юниорок чемпионский титул защитила Риспер Чебет, второй финишировала Лиза Эд из Германии. Как впоследствии оказалась, она была ближе всего к тому, чтобы нарушить африканскую гегемонию в Канильо: отставание немки от победительницы составило 35 секунд.
В забеге юниоров весь пьедестал заняли бегуны из Уганды. Чемпион 2017 года Оскар Челимо в этот раз финишировал только третьим, пропустив вперёд двух соотечественников. Золото завоевал младший из них, 16-летний Дэн Чебет. Остальные участники остались далеко позади: занявший четвёртое место Джозеф Дагдейл уступил трио из Уганды порядка трёх минут.
Впервые с 2004 года чемпионат мира на трассе с профилем «вверх» не смогла выиграть Андреа Майр. 38-летняя бегунья из Австрии, шесть раз побеждавшая на мировых первенствах, вышла на старт и в Андорре. Этот забег оказался единственным, где не смогли отличиться легкоатлеты из Уганды — здесь на лидирующие позиции вышли спортсменки из другой восточноафриканской страны, Кении. Действующая чемпионка Люси Муриги первой достигла деревни Эль-Форн (4,72 км после старта), имея преимущество в 25 секунд над Майр и соотечественницей Виолой Джелагат. На второй половине дистанции Муриги увеличила отрыв и защитила свой титул. Так же быстро этот отрезок пробежала чемпионка Европы Мауде Матис, благодаря чему смогла переместиться с седьмого места на второе. Майр не смогла поддержать темп лидеров и закончила дистанцию на шестом месте.
В четвёртый раз за последние шесть лет все три призовых места в мужских соревнованиях заняли легкоатлеты из Уганды. Роберт Чемонгес стал уже шестым чемпионом мира из этой страны, при этом ни один из предыдущих не смог повторить свой успех. Так произошло и в Канильо, где победитель 2017 года Виктор Киплангат финишировал третьим. При этом Чемонгес уже становился первым два года назад, но был дисквалифицирован из-за того, что рядом с ним на заключительной прямой бежал Джоэль Айеко, который не участвовал в том забеге (что является нарушением правил ИААФ). В Андорре Айеко вновь был рядом с Чемонгесом до самого конца, но на этот раз на законных основаниях: в финишном створе он пропустил товарища вперёд и второй год подряд завоевал серебряную медаль.

## Расписание
| Дата             | Время | Забег   |
| ---------------- | ----- | ------- |
| 16 сентября 2018 | 09:15 | Юниорки |
| 16 сентября 2018 | 10:00 | Юниоры  |
| 16 сентября 2018 | 10:00 | Женщины |
| 16 сентября 2018 | 11:00 | Мужчины |

Время местное (UTC+2:00)

## Призёры
Курсивом выделены участники, чей результат не пошёл в зачёт команды.

### Мужчины
| Дисциплина                                 | Золото                                                     | Золото  | Серебро                                                                         | Серебро | Бронза                                                                               | Бронза  |
| ------------------------------------------ | ---------------------------------------------------------- | ------- | ------------------------------------------------------------------------------- | ------- | ------------------------------------------------------------------------------------ | ------- |
| 12 км перепад высот: +1028 м −117 м        | Роберт Чемонгес Уганда                                     | 55.37   | Джоэль Айеко Уганда                                                             | 55.38   | Виктор Киплангат Уганда                                                              | 55.54   |
| 12 км (команды)                            | Уганда · Роберт Чемонгес · Джоэль Айеко · Виктор Киплангат | 6 очков | Италия · Франческо Пуппи · Мартин Дематтеис · Бернард Дематтеис · Надир Каванья | 24 очка | Норвегия · Юхан Бугге · Торстейн Тенгсарейд · Хокон Скарсхульт · Стиан Эвергор Орвик | 42 очка |
| Юниоры 7,3 км перепад высот: +576 м −117 м | Дэн Чебет Уганда                                           | 35.49   | Мэттью Чепкуруи Уганда                                                          | 36.05   | Оскар Челимо Уганда                                                                  | 36.42   |
| Юниоры 7,3 км (команды)                    | Уганда · Дэн Чебет · Мэттью Чепкуруи · Оскар Челимо        | 6 очков | Великобритания · Джозеф Дагдейл · Мэттью Маккей · Джек Уайт · Юэн Бреннан       | 22 очка | Турция · Хюсейин Джан · Ислам Адли · Вейсел Тимюнчин · Ахмет Алканоглу               | 23 очка |

### Женщины
| Дисциплина                                  | Золото                                                               | Золото   | Серебро                                                                     | Серебро  | Бронза                                                                         | Бронза   |
| ------------------------------------------- | -------------------------------------------------------------------- | -------- | --------------------------------------------------------------------------- | -------- | ------------------------------------------------------------------------------ | -------- |
| 12 км перепад высот: +1028 м −117 м         | Люси Муриги Кения                                                    | 1:04.55  | Мауде Матис Швейцария                                                       | 1:06.00  | Виола Джелагат Кения                                                           | 1:06.26  |
| 12 км (команды)                             | Кения · Люси Муриги · Виола Джелагат · Джойс Нджеру · Пурити Гитонга | 17 очков | Великобритания · Эмили Коллинг · Сара Танстолл · Эмма Гульд · Бетани Хансон | 39 очков | Франция · Кристель Деваль · Анаис Сабрье · Элиза Понсе · Аделин Рош            | 49 очков |
| Юниорки 7,3 км перепад высот: +576 м −117 м | Риспер Чебет Уганда                                                  | 41.19    | Лиза Эд Германия                                                            | 41.54    | Бетти Чебет Уганда                                                             | 43.07    |
| Юниорки 7,3 км (команды)                    | Уганда · Риспер Чебет · Бетти Чебет · Эстер Чепквемой                | 12 очков | Италия · Алессия Скаини · Анджела Маттеви · Гайя Колли · Линда Палумбо      | 18 очков | Румыния · Алексия Хечико · Анджелика Оленич · Лоредана Визитеу · Ирина Бордяну | 29 очков |

## Медальный зачёт
Медали завоевали представители 10 стран-участниц.
 Принимающая страна
| Место | Страна         | Золото | Серебро | Бронза | Всего |
| ----- | -------------- | ------ | ------- | ------ | ----- |
| 1     | Уганда         | 6      | 2       | 3      | 11    |
| 2     | Кения          | 2      | 0       | 1      | 3     |
| 3     | Великобритания | 0      | 2       | 0      | 2     |
| 3     | Италия         | 0      | 2       | 0      | 2     |
| 5     | Германия       | 0      | 1       | 0      | 1     |
| 5     | Швейцария      | 0      | 1       | 0      | 1     |
| 7     | Норвегия       | 0      | 0       | 1      | 1     |
| 7     | Румыния        | 0      | 0       | 1      | 1     |
| 7     | Турция         | 0      | 0       | 1      | 1     |
| 7     | Франция        | 0      | 0       | 1      | 1     |
| Всего | Всего          | 8      | 8       | 8      | 24    |